# Самаркандская бумага
Самаркандская бумага — центральноазиатский сорт бумаги, на много веков вперёд установивший мировой стандарт качества, производство которой было начато в Самарканде. Начиная с эпохи Саманидов, долгое время служила эталоном для всего Старого Света.
Ас-Саалиби первым сообщает нам ценнейшие сведения о самаркандской бумаге. Он пишет: «Из особенностей Самарканда—[его] бумага, которая вытесняет бумагу Египта и кожу, на которой писали раньше. Она очень красивая, нежная, тонкая и очень удобная [для писания]». Далее он пишет, что самаркандской бумагой пользовались во всех концах мира.
Долгое время считалось, что в Центральной Азии бумагу не делали до Таласской битвы 751 года. Считается, что среди захваченных китайцев оказались мастера по изготовлению бумаги, которые принесли своё ремесло в Самарканд. Но археологами было доказано, что к III веку её уже производили в таких городах Восточного Туркестана, как Турфан, Хотан и Дуньхуан. Эти города находились в тесном торговом контакте Центральной Азией к западу от Тянь-Шаня благодаря деятельности согдийских торговых домов. Торговцы жадно ухватывались за новое изобретение и быстро выведали подробности его производства, чтобы суметь повторить этот процесс дома. Начав производства собственной бумаги, жители Центральной Азии значительно улучшили конечный продукт. Ранняя китайская бумага была изготовлена из тутового или бамбукового волокна или их комбинации. Получался жёсткий и хрупкий лист. Жители Центральной Азии сразу поняли, что из их собственных длинноволокнистых хлопковых волокон можно произвести более прочную и гибкую бумагу, чем та, которую продавали китайцы. А поскольку их запасы хлопка были практически не ограничены, они также могли продавать свой улучшенный товар по более низкой цене. На много веков вперёд именно бумага из Самарканда, а не из Китая, установила мировой стандарт качества. Действительно, бумага как таковая считалась центральноазиатским продуктом. Вскоре, ремесленники в Багдаде, Дамаске, Каире, Фесе и Кордове также стали изготавливать бумагу самостоятельно, но центральноазиатская бумага в течение долгого времени была более популярной.
Общепризнанно, что распространение книг и следовательно грамотности стало возможным благодаря крупномасштабному производству бумаги, так как бумага была недорогим и более практичным вариантом, чем дорогостоящий иноземный пергамент. Так, в одном из своих посланий аль-Хорезми шутливо укорял своего друга в том, что тот не пишет письма, поскольку живет далеко от Самарканда и бумага для него очень дорога. В то же время историки писали, что библиотекарь правителя Шираза собирал для этого хранилища сокровищ письменности самую лучшую бумагу — самаркандскую и китайскую.
Группой мастеров прикладного искусства Узбекистана проводились экспериментальные работы по возрождению данного ремесла.